# Badlands (Band)
Badlands war eine 1988 von dem ehemaligen Black-Sabbath-Sänger Ray Gillen und dem Gitarristen Jake E. Lee gegründete Hardrock-Band.

## Geschichte
Ray Gillen war für kurze Zeit Sänger von Black Sabbath gewesen. Er hatte 1986 nach fünf Konzerten der Tournee zum Album Seventh Star Glenn Hughes ersetzt und für den Rest der Tour gesungen, bevor er von Tony Iommi eingeladen wurde, festes Mitglied der Gruppe zu werden. Er nahm mit der Band das Album The Eternal Idol auf, wurde jedoch vor der Veröffentlichung entlassen. Seine Gesangsspuren wurden entfernt und durch den neuen Black-Sabbath-Sänger Tony Martin neu aufgenommen. Sie erschienen erst, als 2010 eine Deluxe-Version des Albums veröffentlicht wurde, zu dem eine zweite CD mit den Originalaufnahmen gehörte.
Jake E. Lee war Gründungsmitglied von Ratt gewesen und 1982 bei Rough Cutt eingestiegen. Er wurde ein Jahr später Nachfolger von Brad Gillis in der Band von Ozzy Osbourne und nahm mit Osbourne die Alben  Bark at the Moon und The Ultimate Sin auf, bevor er die Gruppe 1987 verließ. Als Gillen versuchte, Kontakt mit ihm aufzunehmen, reagierte er zunächst nicht, später kam es dann doch zu einem Treffen.
Zu diesem Treffen brachte Gillen den Schlagzeuger Eric Singer mit, der nach einer Zeit als Tour-Schlagzeuger für Lita Ford mit Black Sabbath die Alben Seventh Star und The Eternal Idol aufgenommen hatte, nach der Aufnahme von The Eternal Idol hatte er die Gruppe jedoch verlassen. Bassist Greg Chaisson vervollständigte das Quartett, das 1988 mit den Aufnahmen zu seinem ersten Album, Badlands, begann. Dabei kam eine „stimmungsvolle, Blues-orientierte Platte mit unverkennbaren Led Zeppelin-, Bad Company- und Grand Funk-Einflüssen“ heraus, denen  die Gruppe „durch ihre Spielfreude und leidenschaftlichen Kompositionen neues Leben“ einhauchte. Die Band begab sich auf eine Tournee, die sie nach drei Monaten bereits wieder beenden musste, weil Gillen an einer Lungenentzündung erkrankte und ein Krankenhausaufenthalt nötig wurde. Nach seiner Genesung verweigerte die Plattenfirma Atlantic Records jede Unterstützung für eine neue Tournee und forderte stattdessen ein weiteres Album ein.
Anfang 1990 trennte sich die Gruppe von Eric Singer und ersetzte ihn durch Jeff Martin, den ehemaligen Sänger der Gruppe Racer X, der auch ein hervorragender Schlagzeuger war. Martin hatte schon früher zusammen mit Chaisson gespielt, nämlich in den Bands Surgical Steel und St. Michael. Voodoo Highway, das 1991 veröffentlichte zweite Album der Gruppe, wurde von Jake E. Lee produziert. Im selben Jahr sickerten Gerüchte durch, das Ray Gillen ernsthaft erkrankt sei. Atlantic Records entzog der Gruppe jede Unterstützung; die Band organisierte die nächste Tournee durch die USA auf eigene Kosten. Im Sommer 1992 verlor die Gruppe ihren Plattenvertrag mit Atlantic.
Die Gruppe begann dennoch mit dem Songwriting für ein drittes Album und produzierte in den Goodnight L.A.-Studios ein Demoband mit zehn Liedern. Während dieser Zeit wurde das Verhältnis von Gillen zum Rest der Gruppe immer angespannter, schließlich folgte die Trennung. Eine bereits gebuchte Tournee durch England und Wales wollte die Band mit der Sängerin Debbie Holliday als Ersatz für Ray Gillen durchführen; der englische Promoter verlangte jedoch, dass Gillen singen sollte. Der Sänger kehrte deshalb noch einmal zur Gruppe zurück und bestritt mit ihr die Tournee.
Anfang 1993 löste Badlands sich auf. Ray Gillen starb am 1. Dezember des Jahres in New York an den Folgen von AIDS; er hatte die Krankheit bis zuletzt vor den anderen Musikern seiner Band verheimlicht. Das mit ihm 1992 aufgenommene Album erschien 1998 posthum unter dem Titel Dusk.

## Diskografie
- 1989: Badlands
- 1991: Voodoo Highway
- 1993: Dusk